# The Matrix Resurrections
The Matrix Resurrections és una pel·lícula estatunidenca dirigida per Lana Wachowski i estrenada el 22 de desembre de 2021. Es tracta del quart lliurament de la franquícia Matrix i és protagonitzada per Keanu Reeves, Carrie-Anne Moss, Jada Pinkett Smith, Lambert Wilson i Daniel Bernhardt. El 5 de setembre de 2023 la plataforma Movistar+ va incorporar els subtítols en català. El 27 d'octubre del mateix any el Govern català va anunciar que HBO Max doblaria el film al català.